# Udo Wagner
Pour les articles homonymes, voir Wagner.
Udo Wagner est un fleurettiste allemand né le 2 novembre 1963 à Bautzen.

## Carrière
Udo Wagner participe à l'épreuve de fleuret individuelle lors des Jeux olympiques d'été de 1988 à Séoul et remporte la médaille d'argent. Il termine quatrième de l'épreuve par équipe. Aux Jeux olympiques d'été de 1992 à Barcelone, il est sacré champion olympique, sous les couleurs de l'Allemagne unifiée, dans l'épreuve de fleuret par équipe avec Thorsten Weidner, Ulrich Schreck, Alexander Koch et Ingo Weißenborn. Schreck termine quatrième de l'épreuve individuelle.